# Via Porta d'Amore
Via Porta d'Amore è una via medievale di Ferrara precedente alla grande rivoluzione urbanistica dell'Addizione Erculea. L'asse viario nacque con una delle prime addizioni cittadine, voluta da Borso d'Este. Tra i monumenti più significativi che vi si affacciano c'è palazzo Costabili, sede del museo archeologico nazionale di Ferrara

## Storia
La parte di città compresa tra le antiche mura a sud, a partire dal baluardo dell'Amore e  sino agli assi costituiti da via XX Settembre e via Carlo Mayr divenne parte integrante del tessuto urbano quando vennero bonificate le aree immediatamente vicine all'isola di Sant'Antonio, dove si trovava il monastero di Sant'Antonio in Polesine.

## Origini del nome
Anticamente sembra che sulla via, anche chiamata del Buon Amore, sia stata accolta una ragazza resa orfana da un'epidemia di peste che aveva colpito la città. Il giovane che l'accolse sua ospite dichiarò, quando l'epidemia venne superata, di averla rispettata e di volerla avere in sposa.

## Luoghi d'interesse
- Posta sulla cinta muraria, si trova l'antica Porta d'Amore, anche nota come baluardo dell'Amore, che è stata restaurata ed è divenuta area verde urbana.[3]
- All'incrocio con via XX Settembre si trova il Museo archeologico nazionale di Ferrara, che ha sede nello storico palazzo Costabili.
- Di fronte al palazzo Costabili, sull'altro lato della via, la chiesa sconsacrata di Sant'Apollonia. Viene utilizzata come spazio espositivo del vicino museo archeologico.[4]
- Sino al 1924 esisteva, nella parte più a sud vicina alle mura, una chiesa con oratorio, la chiesa del Buon Amore. Il luogo di culto era ricco di opere d'arte che in parte vennero trasferite, al momento della sua demolizione, nella chiesa di Sant'Apollonia.[5]